# Autokorelacja przestrzenna
Autokorelacja przestrzenna – zależność między bliskością jednostek w przestrzeni i ich podobieństwem. Obecność autokorelacji przestrzennej powoduje, że bliskie geograficznie obserwacje nie są niezależne (a niezależność jest częstym założeniem testów statystycznych).
Dodatnia (pozytywna) autokorelacja przestrzenna oznacza, że im bliżej dane jednostki są umiejscowione, tym statystycznie są bardziej podobne.
Ujemna (negatywna) autokorelacja przestrzenna oznacza, że im bliżej dane jednostki są umiejscowione, tym statystycznie są mniej podobne.